# Machinae Supremacy
 (septembre 2019).
Pour les articles homonymes, voir Supremacy (homonymie).
Machinae Supremacy, parfois abrégé en « MaSu », est un groupe suédois de metal basé à Luleå, formé en 2000.
Il a pour particularité d'utiliser des sonorités inspirées des jeux vidéos rétros, notamment du Commodore 64.

## Style et inspirations
Leur style est un mélange entre du hard rock mélodique et du bitpop. Ils ont été largement inspirés par les musiques des premiers jeux vidéo, notamment sur Commodore 64 avec le processeur de musique SID, qu'ils utilisent d'ailleurs en instrumentation avec la SidStation. Ils reprennent aussi dans leur répertoire des classiques des musiques de jeux connus composés sur Commodore 64, ainsi que sur un support virtuel moins connu en Europe, la Vnr-KB (support "populaire" des représentants du ter-ter)[réf. nécessaire].

## Discographie

### Diffusion
Le mode de diffusion de leur production est assez original puisqu'ils proposent une grande partie de leurs morceaux en téléchargement gratuit sur leur site. Les formats proposés sont MP3, OG Vorbis et FLAC. Ils encouragent également les téléchargements de leurs albums en peer-to-peer, comme on trouve cette phrase sur leur site : « There's a lot of Machinae Supremacy content available on peer-to-peer. But remember, folks... Seed what you leech. ;-) » ce qui veut dire en français « Il y a beaucoup d'albums de Machinae Supremacy disponibles en peer-to-peer, mais souvenez-vous d'une chose : partagez ce que vous téléchargez ;-) ».

### Albums
- 2004 : Deus Ex Machinae (sorti le 1er mai 2004)
- 2004 : Jets 'n' Guns (sorti le 4 décembre 2004)
- 2006 : Redeemer (sorti le 18 mars 2006)
- 2008 : Overworld (sorti le 13 février 2008)
- 2010 : A View From The End of The World (sorti le 3 novembre 2010)
- 2012 : Rise of a Digital Nation (sorti le 9 octobre 2012)
- 2014 : Phantom Shadow (sorti le 22 août 2014)
- 2016 : Into the Night World (sorti le 16 décembre 2016)
- 2020 : Jets 'n' Guns 2 (sorti le 24 juillet 2020)

### Compilations
- 2002 : Origin
- 2002 : Arcade
- 2004 : Crap Pack
- 2004 : Fury
- 2011 : The Beat of Our Decay: Collection 2006-2010
- 2015 : Echoes

### Musiques de jeux vidéo
- Bande-son complète de Jets'n'Guns, sorti en 2004
- Bande-son de Giana Sisters: Twisted Dreams
- Trois morceaux dans le jeu d'arcade In the Groove
- Bande-son de Jets 'n' Guns 2, sorti en 2020.

## Sélection de morceaux
- Legion of Stoopid est un de leurs rares morceaux à connotation politique, dénonçant le vote en faveur de George W. Bush aux élections présidentielles américaines de 2004
- Follower
- Rise
- Bouff (créé pour l'actrice Emily Booth)
- Super Steve, également dans l'album Deus Ex Machinae
- Hybrid (avec des samples de Matrix et du Seigneur des anneaux)
- Masquerade
- Cryosleep, avec des samples de Pitch Black et Ghost in the Shell)
- Death From Above, dans le jeu vidéo Jets'n'Guns
- The Great Gianna Sisters, remix du thème principal du jeu du même nom sur Commodore 64.

## Composition du groupe
- Robert Stjärnström (Gazz) : chant, guitare
- Jonas Rörling (Jonne / Gibli ) : guitare, chœurs
- Andreas Gerdin (Gordon) : guitare, chœurs
- Johan Hedlund (Dezo) : basse
- Niklas Karvonen (Nicky) : batterie

Avant mai 2005, le bassiste était Kahl Hellmer, manager du groupe Inja. Il a été remplacé par Johan Pallo Palovaara.
Le 23 novembre 2006, la composition du groupe a légèrement changé : Robert ne s'occupe plus que du chant, laissant ses parties de guitare à Gordon. Les parties de SID et autres synthétiseurs sont jouées en playback.
Le 9 octobre 2007, Poe quitte le poste de bassiste et est remplacé par Johan Dezo Hedlund. Depuis octobre 2007, Robert a repris son poste de guitariste, la composition du reste du groupe reste identique.
Le 2 aout 2009, le site officiel annonce que Tomas Nilsén (percussions) a décidé de quitter le groupe pour des raisons personnelles. Niklas Karvonen l'a remplacé le 27 octobre 2009.